# 1ПН110
1ПН110 — російський нічний приціл, призначений для спостереження за полем бою та ведення прицільної стрільби в умовах поганої видимості із протитанкового гранатомета РПГ-29. Розроблений ЦКБ «Точприбор» та виробляється Новосибірським приладобудівним заводом (м. Новосибірськ).

## Конструкція
У конструкції прицілу передбачені можливості введення температурних поправок, механізми вивіряння, плавне регулювання яскравості сітки та автоматичний захист від засвічення. Приціл монтується на стандартне для російської стрілецької зброї кріплення з бічною планкою («ластівчин хвіст»).

## Варіанти
- 1ПН113 для снайперської рушниці СВ-98. Основною відмінністю від прицілу 1ПН110 є різні значення кутів на прицільній сітці та відсутність шкали температурних поправок.

## Характеристики
| Тип приладу                      | 1ПН110       | 1ПН113     |
| -------------------------------- | ------------ | ---------- |
| Покоління ЕОП                    | 3            | 3          |
| Видиме збільшення, крат          | 3,7          | 3,7        |
| Кут огляду, град                 | 9            | 9          |
| Дальність розпізнавання вночі, м | 600          | 500        |
| Віддалення вихідної зіниці, мм   | 50           | 65         |
| Напруга живлення, В              | 1,2-1,5      | 1,2-1,5    |
| Час роботи, год                  | 10           | 10         |
| Габаритні розміри, мм            | 276×90×160,5 | 295×90×125 |
| Маса, кг                         | 1,65         | 1,6        |

Джерело живлення: стандартний елемент АА або акумулятор НЛЦ-0,9
Температурний діапазон застосування — -50 °C / +50 °C при вологості повітря до 100 %.